# Cabera strigata
Cabera strigata är en fjärilsart som beskrevs av Giovanni Antonio Scopoli 1763. Cabera strigata ingår i släktet Cabera och familjen mätare. Inga underarter finns listade i Catalogue of Life.